# إصلاحية (تركية)
إصلاحية هي مدينة ومنطقة تابعة لمحافظة عنتاب في جنوب شرق تركيا. إنه معبر حدودي للسكك الحديدية إلى سوريا . بالقرب من إصلاحية موقع نِكوبولِس القديم.